# أماني ناشد
أمانى ناشد (14 مارس 1938 - 4 فبراير 1980) هي مذيعة تلفزيونية مصرية.

## حياتها ونشأتها
أماني حسن أحمد ناشد ولدت 14 مارس 1935 بالجيزة، من أب تركى الأصل، وكان يعمل ناظر لتفتيش الزعفرانة الملكى، وقد مات وهى في السابعة من عمرها، وأمها من عائلة بدران، التى تنتسب الى المغرب، بعد موت والدها تزوجت أمها، وتركتها واثنين من أشقائها، فقرر خالها أن يتولى رعايتهم ومسئوليتهم، وذهب ليعيش معهم في نفس المنزل، ليقوم بتربيتهم.
بدأ تعليم أماني في مدرسة الأميرة فوزية، التحقت بعدها إلى كلية الآداب قسم علم اجتماع بجامعة عين شمس وحصلت على درجة الليسانس سنة 1957.
تزوجت في نوفمبر 1962، من المخرج المصرى خليل شوقي، وانجبت منة ابنتها الوحيدة دينا، ولكن سرعات ما تطلق، لكنهم عادا مجدداً، أثناء مرضها، والذي أستمر خمس أشهر.

## مسيرتها
التحقت بعد تخرجها للعمل بكتابة الشرائط بالإذاعة المصرية بوسط القاهرة، وظلت بها حتي جاء قرار وزير الإعلام عبد القادر حاتم سنة 1960، وقرر دمج الإثنين في مبنى ماسبيرو على كورنيش النيل، وكان لذلك الأثر الطيب، تنقلت أماني من الإذاعة إلى التليفزيون، وفى تلك الأثناء أرسلت في بعثة الى ألمانيا الغربية، للدراسة واكتساب المهارات والخبرات.

### برامج
اشتهرت بتقديم عدد من البرامج التلفزيونية وهى «عزيزى الشماهد» و«على شط النيل» و«أيام زمان» و«سهرة مع فنان» و«كاميرا 9».

## مرضها ووفاتها
أصيبت بسرطان الثدى أثناء رحلة استجمام في بلغاريا سنة 1979، ولكن مع طرق العلاج المختلفة بدأت تتعافى، وفى تلك الفترة عادت إلي زوجها. تدهورت حالتها الصحية مرة ثانية، أثناء التصوير داخل الاستوديو، ونقلت إلى لندن على متن طائرة، ودخلت إلي المستشفى، وأجرى لها البروفسير الإنجليزي «جيلف» الأشعة المطلوبة بعد أن عرف حالتها عبارة عن صداع نصفى وزغللة دايما في العين.
أصيبت بغيبوبة على الهواء ولم تصمد كثيرا، حيث توفيت في 4 فبراير 1980 عن يناهز 42 عاما.